# Baeksang Arts Awards de 2019
A 55ª cerimônia anual do Baeksang Arts Awards foi realizada no dia 1 de maio de 2019. A emissora por assinatura JTBC transmitiu o evento ocorrido no COEX Convention & Exhibition Center em Seul.
Os indicados foram anunciados em 4 de abril na categoria televisão e no dia seguinte na categoria cinema. As séries Mr. Sunshine (tvN) e Sky Castle (JTBC), receberam o maior número de indicações, com Sky Castle recebendo o maior número de prêmios desta edição. As maiores honras da noite, o Grande Prêmio (Daesang), foram entregues na categoria cinema ao ator Jung Woo-sung, que estrelou o filme Innocent Witness e na categoria televisão a atriz Kim Hye-ja de The Light in Your Eyes (JTBC).

## Vencedores e indicados
Lista completa de indicados e vencedores (este último indicado em negrito).

### Cinema
| Grande Prêmio | Grande Prêmio |
| --- | --- |
| Jung Woo-sung - Innocent Witness | |
| Melhor Filme | Melhor Diretor |
| - The Spy Gone North - Miss Baek - Burning - Svaha: The Sixth Finger - Dark Figure of Crime | - Kang Hyeong-cheol - Swing Kids - Yoon Jong-bin - The Spy Gone North - Lee Chang-dong - Burning - Lee Hae-young - Believer - Jang Jae-hyun - Svaha: The Sixth Finger                                                                                  |
| Melhor Ator | Melhor Atriz |
| - Lee Sung-min - The Spy Gone North como Ri Myung-woon - Ryu Seung-ryong - Extreme Job como Chefe Go - Yoo Ah-in - Burning como Lee Jong-su - Jung Woo-sung - Innocent Witness como Soon-ho - Ju Ji-hoon - Dark Figure of Crime como Kang Tae-oh       | - Han Ji-min - Miss Baek como Baek Sang-ah - Go Ah-sung - A Resistance como Yu Gwan-sun - Kim Hyang-gi - Innocent Witness como Ji-woo - Kim Hye-soo - Default como Han Shi-hyeon - Kim Hee-ae - Herstory como Moon Jung-sook                           |
| Melhor Ator Coadjuvante | Melhor Atriz Coadjuvante |
| - Kim Joo-hyuk - Believer como Jin Ha-rim - Park Hae-joon - Believer como Seon-chang - Steven Yeun - Burning como Ben - Jo Woo-jin - The Drug King como Jo Seong-kang - Jin Seon-kyu - Extreme Job como Detetive Ma                                    | - Kwon So-hyun - Miss Baek como Joo Mi-kyung - Yum Hye-ran - Innocent Witness como Mi-ran - Lee Hanee - Extreme Job como Detetive Jang - Jo Min-su - The Witch: Part 1. The Subversion como Dr. Baek - Jin Seo-yeon - Believer como Bo-ryeong          |
| Melhor Ator Revelação | Melhor Atriz Revelação |
| - Kim Young-kwang - On Your Wedding Day como Hwang Woo-yeon - Gong Myung - Extreme Job como Detetive Jae-hoon - Kim Min-Ho - Swing Kids como Xiao Pang - Nam Joo-hyuk - The Great Battle como Sa-mul - Son Seok-koo - Hit-and-Run Squad como Ki Tae-ho | - Lee Jae-in - Svaha: The Sixth Finger como Geum-hwa - Kim Da-mi - The Witch: Part 1. The Subversion como Ja-yoon - Lee Joo-young - Believer como Joo-yeong - Jeon Yeo-been – After My Death como Young‑hee - Jeon Jong-seo – Burning como Shin Hae-mi |
| Melhor Diretor Revelação | Melhor Roteiro |
| - Lee Ji-won - Miss Baek - Kim Ui-seok – After My Death - Shin Dong-Seok - Last Child - Lee Seok-geun - On Your Wedding Day - Lee Jong-eon - Birthday                                                                                                  | - Kwak Kyung-taek, Kim Tae-kyun - Dark Figure of Crime - Kwon Sung-hwi, Yoon Jong-bin - The Spy Gone North - Lee Han, Moon Ji-won - Innocent Witness - Bae Se-young - Extreme Job - Lee Ji-won - Miss Baek                                             |
| Prêmio Técnico | |
| - Hong Kyung-pyo (Filmagem) - Burning - Kim Jun-seok (Música) - Swing Kids - Park Il-hyun (Arte) - The Spy Gone North - Yang Jin-mo (Edição) - Believer - Jin Jong-hyun (Efeitos visuais) - Along with the Gods: The Last 49 Days                      | |

### Filmes com múltiplas indicações
| Indicações | Filme                             |
| ---------- | --------------------------------- |
| 6          | Believer                          |
| 6          | Burning                           |
| 5          | Extreme Job                       |
| 5          | Miss Baek                         |
| 5          | The Spy Gone North                |
| 4          | Innocent Witness                  |
| 3          | Dark Figure of Crime              |
| 3          | Svaha: The Sixth Finger           |
| 3          | Swing Kids                        |
| 2          | After My Death                    |
| 2          | The Witch: Part 1. The Subversion |
| 2          | On Your Wedding Day               |

### Filmes com múltiplos prêmios
| Prêmios | Filme              |
| ------- | ------------------ |
| 3       | Miss Baek          |
| 2       | The Spy Gone North |

### Televisão
| Grande Prêmio | Melhor Drama |
| --- | --- |
| - Kim Hye-ja - The Light in Your Eyes | - My Mister (tvN) - The Light in Your Eyes (JTBC) - Mr. Sunshine (tvN) - Children of Nobody (MBC) - Sky Castle (JTBC) |
| Melhor Programa Educacional | Melhor Programa de Entretenimento |
| - Journalism Talk Show J (KBS) - Feast on the Road (KBS) - Spotlight – 5.18 Secret Agent (JTBC) - Seoul Olympics 30-Year Anniversary Special Documentary 88/18 (KBS) - PD Notebook – The Late Jang Ja Yeon (MBC)                                                                                 | - Omniscient Interfering View (MBC) - Baek Jong-won's Alley Restaurant (SBS) - I Live Alone (MBC) - Welcome, First Time in Korea? (MBC Every 1) - Comedy Big League (tvN)                                                                                |
| Melhor Diretor | Melhor Roteiro |
| - Jo Hyun-tak - Sky Castle - Kim Suk-yoon - The Light in Your Eyes - Kim Won-seok - My Mister - Ahn Gil-ho - Memories of the Alhambra - Lee Eung-bok - Mr. Sunshine | - Park Hae-young - My Mister - Lee Nam-kyu, Kim Soo-jin - The Light in Your Eyes - Kim Eun-sook - Mr. Sunshine - Do Hyun-jung - Children of Nobody - Yoo Hyun-mi - Sky Castle                                                                            |
| Melhor Ator | Melhor Atriz |
| - Lee Byung-hun - Mr. Sunshine como Choi Yoo-jin / Eugene Choi - Kim Nam-gil - The Fiery Priest como Kim Hae-il - Yeo Jin-goo - The Crowned Clown como Ha-seon, o palhaço / Yi Heon, o Rei - Lee Sun-kyun - My Mister como Park Dong-hoon - Hyun Bin - Memories of the Alhambra como Yoo Jin-woo | - Yum Jung-ah - Sky Castle como Han Seo-jin / Kwak Mi-hyang - Kim Seo-hyung - Sky Castle como Kim Joo-young - Kim Tae-ri - Mr. Sunshine como Go Ae-shin - Kim Hye-ja - The Light in Your Eyes como Kim Hye-ja - Lee Ji-eun - My Mister como Lee Ji-an    |
| Melhor Ator Coadjuvante | Melhor Atriz Coadjuvante |
| - Kim Byung-chul - Sky Castle como Cha Min-hyuk - Kim Sang-kyung - The Crowned Clown como Yi Kyu (a.k.a. Haksan) - Bae Seong-woo - Live como Oh Yang-chon - Son Ho-jun - The Light in Your Eyes como Kim Young-soo - Yoo Yeon-seok - Mr. Sunshine como Goo Dong-mae / Ishida Sho                 | - Lee Jung-eun - The Light in Your Eyes como mãe de Hye-ja - Kim Min-jung - Mr. Sunshine como Lee Yang-hwa / Kudo Hina - Oh Na-ra - My Mister como Jung-hee - Yoon Se-ah - Sky Castle como No Seung-hye - Lee Da-hee - The Beauty Inside como Kang Sa-ra |
| Melhor Ator Revelação | Melhor Atriz Revelação |
| - Jang Ki-yong - Come and Hug Me como Chae Do-jin - Park Sung-hoon - My Only One como Jang Go-rae - Park Hoon - Memories of the Alhambra como Cha Hyung-seok - Son Seok-koo - Matrimonial Chaos como Lee Jang-hyun - Wi Ha-joon - Romance Is a Bonus Book como Ji Seo-joon                       | - Kim Hye-yoon - Sky Castle como Kang Ye-seo - Kwon Nara - My Mister como Choi Yoo-ra - Park Se-wan - Just Dance como Kim Shi-eun - Seol In-ah - Sunny Again Tomorrow como Kang Ha-nee - Lee Seol - Less Than Evil as Eun Sun-jae                        |
| Melhor Artista de Variedades – Masculino | Melhor Artista de Variedades – Feminino |
| - Jun Hyun-moo - I Live Alone - Moon Se-yoon - Tasty Guys - Shin Dong-yup - My Little Old Boy - Yang Se-hyung - Master in the House - Yoo Byung-jae - Omniscient Interfering View | - Lee Young-ja - Omniscient Interfering View - Kim Min-kyung - Tasty Guys - Kim Sook - Food Bless You - Park Na-rae - I Live Alone - Jang Do-yeon - Comedy Big League                                                                                    |
| Prêmio Técnico | |
| - Park Sung-jin (Efeitos especiais) - Memories of the Alhambra - Kim So-yeon (Arte) - Mr. Sunshine - Kim Yong, Jeon Joon-woo (Filmagem) - May, The Origins of Civilization - Oh Jae-ho (Filmagem) - Sky Castle - Lee Yong-seob (Efeitos especiais) - Mr. Sunshine                                | |

### Programas com múltiplas indicações
| Indicações | Programa de Televisão       |
| ---------- | --------------------------- |
| 9          | Mr. Sunshine                |
| 9          | Sky Castle                  |
| 7          | My Mister                   |
| 6          | The Light in Your Eyes      |
| 4          | Memories of the Alhambra    |
| 3          | Omniscient Interfering View |
| 3          | I Live Alone                |
| 2          | Children of Nobody          |
| 2          | The Crowned Clown           |
| 2          | Comedy Big League           |
| 2          | Tasty Guys                  |

### Programas com múltiplos prêmios
| Prêmios | Programas de Televisão      |
| ------- | --------------------------- |
| 4       | Sky Castle                  |
| 2       | The Light in Your Eyes      |
| 2       | My Mister                   |
| 2       | Omniscient Interfering View |

### Outros prêmios
| Categoria                                 | Beneficiário  |
| ----------------------------------------- | ------------- |
| Melhor Obra Curta                         | Sung Soo-yeon |
| V Live Prêmio de Popularidade (Masculino) | Do Kyung-soo  |
| V Live Prêmio de Popularidade (Feminino)  | Lee Ji-eun    |
| Prêmio Ícone de Estilo                    | Kim Hye-soo   |